# وزغ ورقي شمالي
وزغ ورقي شمالي (الاسم العلمي: Saltuarius cornutus) (بالإنجليزية: Northern Leaf-tail Gecko)‏ هو نوع من الزواحف يتبع جنس الوزغ الورقي من الفصيلة الوزغية.